# Cardanus (cratère)
Cardanus est un cratère d'impact lunaire situé dans la partie occidentale de la Lune, dans la partie occidentale de l'océan des Tempêtes. En raison de sa situation, le cratère apparaît très ovale en raison du raccourcissement, et il est vu presque de côté.
Cardanus se distingue par la chaîne de cratères, appelée Catena Krafft, qui relie son bord nord au cratère Krafft (en) au nord. Le bord extérieur est tranchant et quelque peu irrégulier, avec un rempart extérieur bosselé et terraces[Traduire passage] le long de certaines parties de la paroi intérieure. Le fond du cratère présente plusieurs petits cratères sur toute sa surface, et il présente une crête basse près du point médian. La surface du fond est quelque peu irrégulière au sud-ouest, mais presque sans relief ailleurs.
Au sud-ouest se trouve la rille appelée Rima Cardanus, une fente dans la mer qui suit généralement une direction nord-est. Au sud-est, au-delà de la rille, se trouve le petit cratère Galilaei. Au sud-ouest de Cardanus se trouve le cratère Olbers (en).
Cardanus est un cratère de l'Imbrien supérieur.

## Cratères satellites
Par convention, ces caractéristiques sont identifiées sur les cartes lunaires en plaçant la lettre sur le côté du point médian du cratère le plus proche de Cardanus.
| Cardanus | Latitude | Longitude | Diamètre |
| -------- | -------- | --------- | -------- |
| B        | 11,4° N  | 73,8° O   | 13 km    |
| C        | 11,3° N  | 76,2° O   | 14 km    |
| E        | 12,7° N  | 70,7° O   | 6 km     |
| G        | 11,5° N  | 74,9° O   | 8 km     |
| K        | 14,2° N  | 76,8° O   | 8 km     |
| M        | 14,9° N  | 77,1° O   | 9 km     |
| R        | 12,3° N  | 73,4° O   | 21 km    |

## Sources
- (en) L. E. Andersson et E. A. Whitaker, NASA Catalogue of Lunar Nomenclature, NASA, 1982
- (en) Jennifer Blue, « Gazetteer of Planetary Nomenclature », sur planetarynames.wr.usgs.gov, Institut d'études géologiques des États-Unis, 25 juillet 2007 (consulté le 6 mars 2025)
- (en) B. Bussey et P. Spudis, The Clementine Atlas of the Moon, New York, Cambridge University Press, 2004 (ISBN 978-0-521-81528-4)
- (en) Elijah E. Cocks et Josiah C. Cocks, Who's Who on the Moon: A Biographical Dictionary of Lunar Nomenclature, Tudor Publishers, 1995 (ISBN 978-0-936389-27-1, lire en ligne)
- (en) Jonathan McDowell, « Lunar Nomenclature », Jonathan's Space Report,‎ 15 juillet 2007 (lire en ligne, consulté le 6 mars 2025)
- (en) D. H. Menzel, M. Minnaert, B. Levin, A. Dollfus et B. Bell, « Report on Lunar Nomenclature by the Working Group of Commission 17 of the IAU », Space Science Reviews, vol. 12, no 2,‎ 1971, p. 136–186 (DOI 10.1007/BF00171763, Bibcode 1971SSRv...12..136M, S2CID 122125855)
- (en) Patrick Moore, On the Moon, Sterling Publishing, 2001 (ISBN 978-0-304-35469-6, lire en ligne)
- (en) Fred W. Price, The Moon Observer's Handbook, Cambridge University Press, 1988 (ISBN 978-0-521-33500-3)
- (en) Antonín Rükl, Atlas of the Moon, Kalmbach Publishing, 1990 (ISBN 978-0-913135-17-4)
- (en) Rev. T. W. Webb, Celestial Objects for Common Telescopes, Dover, 1962 (ISBN 978-0-486-20917-3, lire en ligne)
- (en) Ewen A. Whitaker, Mapping and Naming the Moon, Cambridge University Press, 1999 (ISBN 978-0-521-62248-6)
- (en) Peter T. Wlasuk, Observing the Moon, Springer, 2000 (ISBN 978-1-85233-193-1)